# منتخب فنلندا للباندي
منتخب فنلندا الوطني للباندي (بالفنلندية: Suomen jääpallomaajoukkue)‏ هو ممثل فنلندا الرسمي في المنافسات الدولية في الباندي في فئة الباندي للرجال.